# Ilja Żytomirski
Ilja Żytomirski (ur. 12 października 1989 w Moskwie, zm. 12 listopada 2011 w San Francisco) – amerykański programista rosyjskiego pochodzenia. Znany jest ze swojego projektu sieci społecznościowej Diaspora, któremu przewodniczył do swojej śmierci.

## Życiorys
Urodził się 12 października 1989 roku w Moskwie jako syn Aleksieja i Inny Żytomirskich. Zarówno jego ojciec, jak i jego dziadek byli matematykami. Do Stanów Zjednoczonych przeprowadził się w 2000 roku, gdzie wraz z rodziną zamieszkali w Pensylwanii.
W 2010 roku Żytomirski przeprowadził się do San Francisco i uruchomił projekt serwisu społecznościowego Diaspora. Przed tym wraz ze swoimi trzema znajomymi, Raphaelem Sofaerem, Danem Grippim, i Maxem Salzberem, uruchomił zbiórkę crowdfundingową na Kickstarterze, gdzie na cele projektu zebrano 200 tysięcy dolarów. Plany projektu według The New York Timesa miały się pojawić wkrótce po uczęszczanym przez Żytomirskiego i jego znajomych wykładzie Ebena Moglena, który pracował dla Columbia Law School oraz w wolnym czasie zajmował się promocją wolnego oprogramowania. Według Moglena, Żytomirski był „najbliższy” poglądowi perfekcjonizmu, będąc przy tym „niezmiernie utalentowaną osobą”. W wywiadzie przeprowadzonym przez New York Magazine we wrześniu 2010 roku, Żytomirski stwierdził, że nie chciał zakładać projektu dla osiągnięcia korzyści finansowej.
Ilja Żytomirski zmarł wieczorem w dniu 12 listopada 2011 roku. Dzień później na łamach bloga Techcrunch ta informacja została potwierdzona przez przedstawicieli Diaspory. W późniejszym czasie jako przyczynę śmierci uznano samobójstwo, jednak teoria wysunięta przez George'a Hunta może wskazywać na to, że Żytomirski mógł zostać zamordowany. Po jego śmierci ujawniono, że Żytomirski chorował na depresję.

## Życie prywatne
Był w związku z Stephanie Lewkiewicz.
W wolnym czasie Żytomirski jeździł na monocyklu oraz był tancerzem. Jego zdaniem zbieranie nadmiarowych danych przez wielkie firmy technologiczne czy rządy było zagrożeniem dla praw człowieka.